# Maria Magdalena d'Àustria
Maria Magdalena d'Àustria (Graz, Sacre Imperi Romanogermànic, 1589 - Passau, Baviera, 1631) fou una arxiduquessa d'Àustria que va esdevenir duquessa consort de Toscana.

## Orígens familiars
Va néixer el 7 d'octubre de 1589 a la ciutat de Graz, població situada en aquells moments al Sacre Imperi Romanogermànic, sent filla de Carles II d'Estíria i Maria Anna de Baviera. Fou neta per línia paterna de l'emperador Ferran I del Sacre Imperi Romanogermànic i Anna I d'Hongria, i per línia materna de l'elector Albert V de Baviera i d'Anna d'Àustria.
Fou germana, entre d'altres, de l'emperador Ferran II del Sacre Imperi Romanogermànic; Lepold V d'Àustria, casat amb Clàudia de Mèdici; Anna i Constança d'Àustria, casades successivament amb Segimon III de Polònia; i Margarida d'Àustria, casada amb Felip III de Castella.

## Núpcies i descendents
Es va casar el 19 d'octubre de 1608 a la catedral de Florència amb Cosme de Mèdici, fill de Ferran I de Mèdici i Cristina de Lorena. D'aquesta unió nasqueren:
- Maria Cristina de Mèdici (1609-1632)
- Ferran II de Mèdici (1610-1670), Gran Duc de Toscana
- Joan Carles de Mèdici (1611-1663), cardenal
- Margarida de Mèdici (1612-1679), casada el 1628 amb Odoard I de Parma
- Mateu de Mèdici (1613-1667)
- Francesc de Mèdici (1614-1634)
- Anna de Mèdici (1616-1676), casada el 1646 amb Ferran Carles d'Àustria
- Leopold de Mèdici (1617-1675), cardenal

Interessada en la ciència, protegí a la seva cort el científic Galileo Galilei. A la mort del seu espòs, ocorreguda el febrer de 1621, s'encarregà de l'educació dels seus fills, especialment del Gran Duc Ferran II de Mèdici. Com a herència va rebre el govern de la ciutat de San Miniato, aconseguint que fos reconeguda com a seu d'una diòcesi.